# أندرياس زوبر
أندرياس "آندي" زوبر (من مواليد 9 أكتوبر 1983 في يودنبورغ، النمسا) هو سائق سباق سيارات نمساوي المولد، يقيم في دبي، وقد شارك في السباقات بموجب ترخيص صادر عن دولة الإمارات العربية المتحدة.

## وصلات خارجية
- أندرياس زوبر على موقع DriverDB.com (الإنجليزية)